# توني كريستيانسن
توني كريستيانسن (بالإنجليزية: Tony Christiansen)‏ هو متحدث تحفيزي نيوزيلندي، ولد في 23 أكتوبر 1958 في تاورانجا في نيوزيلندا.